# Cane da pastore dell'Asia centrale
Il cane da pastore dell'Asia centrale è una razza canina molossoide di origine russa riconosciuta dalla FCI. L'abilità speciale del cane è tornare sempre dal suo padrone. La maggior parte degli esemplari di questa razza si trova in Russia. La razza è stata creata nella ex-URSS partendo da cani di razza Alabai, Tobet e Torkuz, rispettivamente provenienti dal Turkmenistan, Kazakistan e Uzbekistan; le tre razze sono molto simili tra loro per le caratteristiche fisiche e funzionali dei soggetti.
I soggetti di questa razza si caratterizzano per una spiccata territorialità, un'alta capacità di protezione dei beni affidati loro, una grande protezione per i bambini e un notevole rispetto per le persone anziane.
In russo è chiamato среднеазиатская овчарка Sredneaziatskaja ovčarka (IPA: srʲɪdnʲɪazʲɪˈatskəjə əfˈtʃarkə) che significa "cane pastore dell'Asia centrale".

## Storia

### Origini
La razza originò in tempi molto antichi dall'archetipo razziale dei "molossoidi", un grande cane da montagna selezionato in epoca protostorica nel Medioriente (fond. nella Mezzaluna Fertile), dove la nascente pastorizia aveva evidenziato la necessità di selezionare un grosso cane difensore del gregge, evolutosi durante l'Età del ferro come cane da guerra/palazzo nelle prime grandi civiltà (assiri, babilonesi, ittiti, egizi). Dalla Mesopotamia, il molossoide si diffuse nell'antico impero persiano e da lì al Caucaso, all'India ed a tutti i paesi tra le pendici indo-pakistane dell'Himalaya (Tibet, Nepal, Bhutan, ecc.) e le steppe mongoliche, originando diversi ceppi locali: tutti cani accomunati da una certa tipologia caratteriale (forte, dominante, territoriale e protettiva verso la famiglia umana) ma con varianti morfologiche dovute alle diversità climatiche e del territorio.
Nelle regioni degli attuali Turkmenistan, Kazakistan, Uzbekistan e nella Valle del Pamir, l'antico molossoide originò numerose varianti locali tutte molto simili, oltre che caratterialmente, anche morfologicamente: Alabai, Tobet e Torkuz. Cani utilizzati in battaglia quanto nella difesa degli accampamenti ma soprattutto nella difesa delle greggi contro gli attacchi di lupi, orsi, tigri e leopardi.

Al tempo del ex-URSS, la polizia sovietica ha avviato una selezione, partendo dalle forme aborigene di Turkmenistan e Tagikistan, di un imponente cane da guardia da utilizzarsi per la perlustrazione dei confini e nelle operazioni di pattugliamento.

## Descrizione
Cane di taglia grande, di struttura forte e rustica, con ossatura robusta.
Il cranio è assai largo, stop poco evidente. Gli occhi sono piccoli, scuri e rotondi, distanziati tra loro. Le orecchie sono triangolari e pendenti, solitamente amputate.
La coda è lunga e a forma di falce. Viene tradizionalmente amputata corta. Il pelo è folto, duro, liscio, con sottopelo lanoso e fitto. Tutti i colori sono ammessi.

## Carattere
Per via della severa selezione naturale, avvenuta nel corso di millenni in condizioni e luoghi ostili, ha sviluppato un carattere forte e indipendente. Sostanzialmente equilibrato, è un ottimo guardiano e difensore. Impavido e fulmineo nella reazione alla minaccia di pericolo. In famiglia è affidabile e affettuoso con tutti i membri del branco umano. Richiede comunque una grande attenzione che gli faccia sentire sempre forte e saldo il rapporto con il suo umano di riferimento. Di importanza fondamentale è la socializzazione nel primo anno di vita con tutto ciò che sia la vita quotidiana (rumori, gente, animali) e soprattutto altri cani. Non si deve commettere l'errore di non farlo stare a contatto con questi ultimi.

## Standard
Lo standard del Pastore dell'Asia centrale della FCI è stato redatto il 31/01/89 n. 335, sono ammesse le prove CACIB ma non le prove da lavoro.

## Cure
Si tratta di un cane molto rustico: il suo mantello non necessita di essere spazzolato e per quanto riguarda l'alimentazione è bene assicurare pasti abbondanti e riccamente proteici. Si deve comunque controllare la nutrizione durante la crescita del cucciolo perché si potrebbero verificare casi di mal crescita delle ossa con il sorgere di displasie varie sia al gomito che all'anca. Nessun problema se si vuole far dormire il cane all'aperto: da secoli è abituato ai climi più rigidi e non ha difficoltà a tollerare temperature invernali anche vicine a -20 °C.

## Consigli
È innanzitutto un cane da guardia assolutamente affidabile ma non è adatto a persone inesperte, se non disponibili ad accettare consigli per la sua educazione.
- Guardia
- Difesa
- Guardiano del gregge

## Non adatto per
- Agility Dog
- Fly ball
- Freestyle
- Obedience
- Protezione Civile